# Cincu
Cincu é uma comuna romena localizada no distrito de Brașov, na região histórica da Transilvânia. A comuna possui uma área de  km² e sua população era de 1829 habitantes segundo o censo de 2007.
Possui uma igreja evangélica do século XIII.